# Mi-32 (航空機)
Mil Mi-32は、かつて1982年にソビエトで計画された概念的なヘリコプターである。

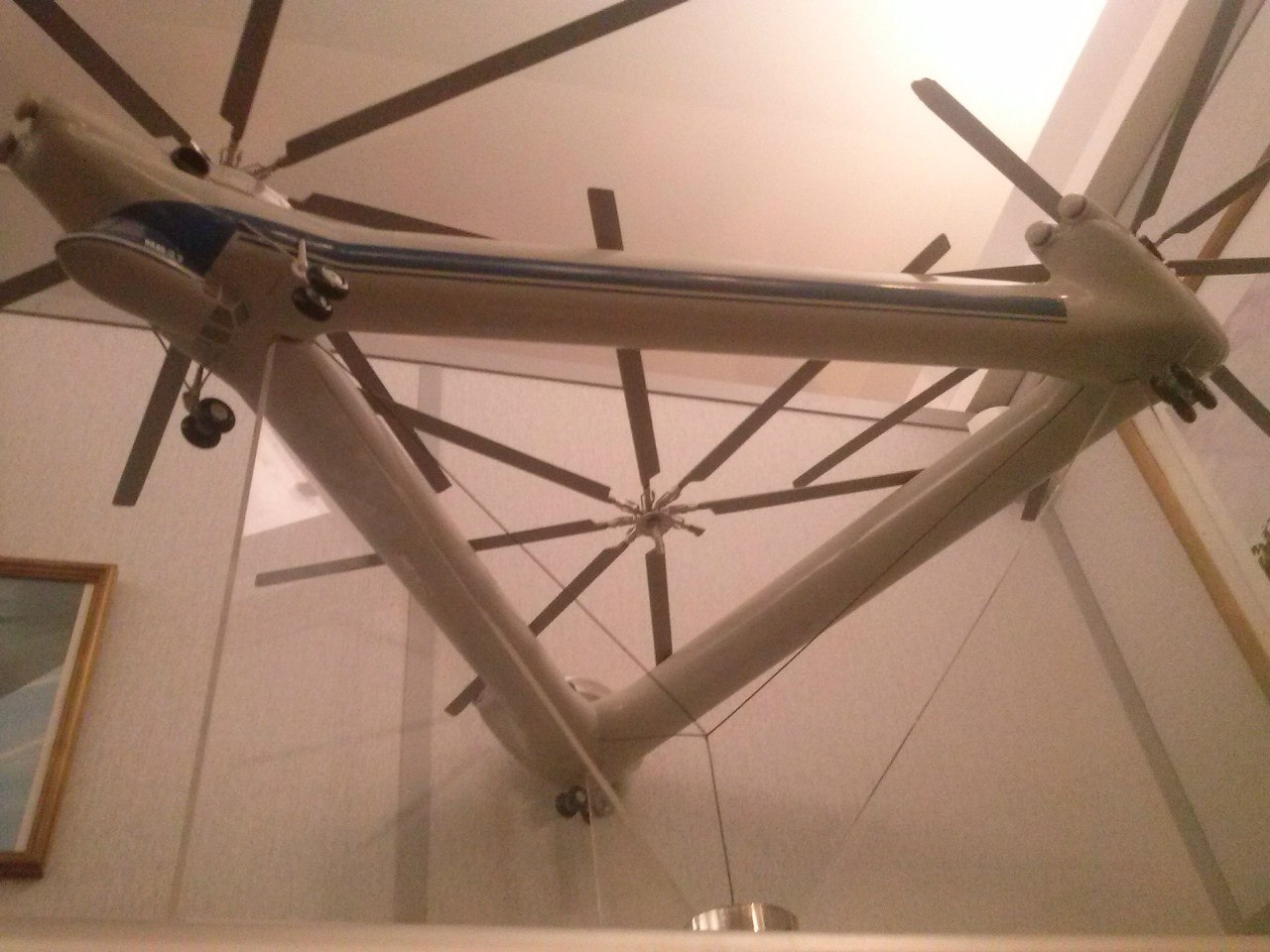
Mi-32の想像図模型

## 概要
Mi-32は重量物の吊下搬送を目的に設計された、著しく特徴的な三角形フレーム状の胴体を持っていた。3つの頂点部に、双発のエンジンで駆動する回転翼を備え、駆動系およびローターは1977年の初飛行以来世界最大のヘリコプターであるMi-26と同一であった。完成すれば空前絶後の巨大ヘリコプターとなったはずだが、実機の建造には到らなかった。